# Zoersel
Zoersel es una localidad y municipio de la provincia de Amberes en Bélgica, a unos 20 km de Amberes. En el año 2020 tenía una población de 22.067 habitantes, distribuidos por un área de 38,65 km².

## Localidades del municipio
- Halle
- St. Antonius
- Zoersel

## Demografía

### Evolución
Todos los datos históricos relativos al actual municipio, el siguiente gráfico refleja su evolución demográfica, incluyendo municipios después de efectuada la fusión el 1 de enero de 1977.
| Gráfica de evolución demográfica de Zoersel entre 1846 y 2020 |
|                                                               |

## Ciudades hermanadas
- Laubach, en Alemania.
- Bohicon, en Benín.
- Lora del Río, en España.
- Crucea, en Rumanía.